# Route 172 (Nouveau-Brunswick)
Pour les articles homonymes, voir Route 172.
La route 172 est une route secondaire du Nouveau-Brunswick  située dans l'extrême sud de la province, juste au sud de Saint-George. Son tracé mesure 16 km (10 mi).

## Description du tracé
Le tracé de la route 172 est situé sur la péninsule entre la baie de Passamaquoddy et le bras du Lac Utopia. 
La route 172 débute au traversier reliant la province à l'Île Deer, vers la route 772. Elle commence par traverser L'Etete, puis bifurque vers l'est avant de suivre le bras du lac Utopia pendant 6 km (3,7 mi), en passant dans les petites municipalités de Back Bay et de Letang. Juste au sud de Saint-George, elle bifurque vers l'est en étant nommée route Mount Pleasant, voie de contournement sud-est de la ville. À 2 km (1,2 mi) plus à l'est, elle croise la route 1 à la sortie 56 de cette dernière, où elle se termine, en continuant en tant que route 780. 

## Histoire
La route 172 fut numérotée ainsi en 2001 pour remplacer l'ancien numéro 772, route qui est d'ailleurs toujours présente sur l'Île Deer. 

## Intersections majeures
| Comté                 | Ville        | km    | Destinations                                              | Notes                                      |
| --------------------- | ------------ | ----- | --------------------------------------------------------- | ------------------------------------------ |
| Charlotte             | L'Etete      | 0,00  | Traversier vers l'Île Deer (NB-772)                       | Permet aussi de rejoindre l'Île Campobello |
| Charlotte             | Saint-George | 16,30 | NB-1 – Saint-Stephen, Saint-Jean NB-780 nord – Lac Utopia | La NB-172 nord devient la NB-780 nord      |
| - Transition de route |              |       |                                                           |                                            |